# Radnice
Radnice é uma cidade checa localizada na região de Plzeň, distrito de Rokycany.